# Stelodoryx toporoki
Stelodoryx toporoki är en svampdjursart som beskrevs av Koltun 1958. Stelodoryx toporoki ingår i släktet Stelodoryx och familjen Myxillidae. Inga underarter finns listade i Catalogue of Life.